# Dark Knight (Lied)
Dark Knight ist ein Hip-Hop-Song des deutschen Rappers Bushido aus dem Jahr 2023. Es handelt sich dabei um einen Disstrack gegen den Rapper Capital Bra.

## Hintergrund
Capital Bra war ab Sommer 2018 bei Bushidos Label ersguterjunge als Künstler unter Vertrag. Gemeinsam veröffentlichten sie unter anderem den Song Für euch alle, bei dem Capital Bra seine Labelmitgliedschaft bekannt gab. Anfang 2019 trennte sich Capital Bra von ersguterjunge und veröffentlichte eine Videobotschaft, in der er sich von Bushido distanzierte und diesem Kooperation mit der Polizei vorwarf. Seitdem gab es regelmäßige Sticheleien der beiden Künstler gegeneinander. Am 1. September 2023 veröffentlichten schließlich beide Künstler Disstracks gegeneinander: Bushido mit Dark Knight und Capital Bra mit Ja Capi.

## Inhalt
Bushido richtet sich in dem Lied direkt an Capital Bra. Dieser habe sich 2018 bei ihm gemeldet und „Schutz gesucht.“ Bushido habe dessen Schulden getilgt und ihm „eine Luxuswohnung [geklärt]“. Behauptet wird auch, dass ein Vertrag zwischen der Universal Music Group und Capital Bra nur zustande gekommen sei, da Universal „auf Bushido [vertraute].“
Auch der vermeintliche, exzessive Drogenkonsum von Capital Bra (Kokain, Speed, Crack) wird thematisiert. Laut Darstellung Bushidos soll Capital Bra aufgrund seines Konsums seine Kinder vernachlässigt haben und auch ihren gemeinsamen Weggefährten „Samra [...] zu 'nem Junkie gemacht“ haben. Des Weiteren habe Capital Bra mehrere Millionen Euro Schulden beim Finanzamt, beim Remmo-Clan und bei Bushido selbst.
Die Titel von mehreren von Capital Bras Liedern sind im Liedtext eingebunden, darunter Nur noch Gucci, Der Bratan bleibt der Gleiche und Wieder Lila.

## Mitwirkende
| Liedproduktion - Alex Dehn: Komponist - Anis Ferchichi (Bushido): Liedtexter, Komponist - Markus Gorecki (Gorex): Komponist | Musikvideo - Orkan Ce: Kameramann Unternehmen - ersguterjunge: Musiklabel - iGroove: Vertrieb |

## Charts und Chartplatzierungen
| ChartsChartplatzierungen | Höchstplatzierung | Wochen |
| ------------------------ | ----------------- | ------ |
| Deutschland (GfK)        | 8 (2 Wo.)         | 2      |
| Österreich (Ö3)          | 8 (2 Wo.)         | 2      |
| Schweiz (IFPI)           | 2 (2 Wo.)         | 2      |